# Bandera de Tanzania
La bandera nacional de Tanzania fue adoptada en 1964. Deriva de la bandera de Tanganica y de la bandera de Zanzíbar. La bandera está dividida diagonalmente por una banda negra con ribetes amarillos en la esquina inferior. El triángulo superior es verde y el triángulo inferior es azul.
Los colores de la bandera han sido especificados por el departamento de Planeamiento y Privatización de la oficina del Presidente de la República Unida de Tanzania.
El color verde simboliza la agricultura; el azul, el Océano Índico; el amarillo, la riqueza minera; y el negro, el color de la mayoría de la población.

## Banderas históricas

Bandera de la Unión Nacional Africana de Tanganica, (TANU). Fue la bandera nacional no oficial de Tanganica desde el 1 de mayo de 1961 hasta el 9 de diciembre de 1961.
Bandera de Tanganica (Desde el 1 de mayo de 1961 hasta el 26 de abril de 1964) y Tanzania (Desde el 26 de abril de 1960 hasta el 30 junio de 1964)
Bandera de Zanzíbar (Desde el 29 enero de 1964 hasta el 26 abril de 1964)

## Otras banderas

Estandarte Presidencial de Tanzania

- Datos: Q170809
- Multimedia: Flags of Tanzania / Q170809